# هيلموت فون دير شيفاليري
هيلموت فون دير شيفاليري (9 نوفمبر 1896 - 1 يونيو 1965) كان جنرالًا في فيرماخت ألمانيا النازية خلال الحرب العالمية الثانية، الذي قاد فرقة بانزر 13. وقد حصل على وسام الفارس الصليبي الحديدي.

## الحرب العالمية الثانية
في 9 مارس 1942، تولى شوفاليري قيادة لواء المدفعية العاشر، وأبقى على هذا الأمر بعد إعادة تعيينه في فرقة بانزرجريندير العاشرة. بعد أن أمضى أجزاء من صيف 1942 في الاحتياط، تولى قيادة فرقة بانزر الثانية والعشرين في 8 أكتوبر 1942، والتي كانت محمية في منحنى نهر الدون في ذلك الوقت. في 1 نوفمبر 1942، تمت ترقيته إلى جنرال مايجور وأعطي قيادة فرقة بانزر الثالثة عشر، والتي قادها إلى معركة القوقاز.  أصيب بجروح شديدة خلال شهر واحد فقط من قيادته، وكان عليه أن يتخلى عن قيادته لنائبه فيلهلم كريسولي في 1 ديسمبر 1942، ولم يعد إلى القيادة حتى 15 مايو 1943.  في هذه الأثناء، حصل على وسام الفارس الصليبي الحديدي في 30 أبريل 1943 وتمت ترقيته إلى جينيرال لوتنانت في 1 مايو 1943. في 25 أكتوبر 1943 أصيب مرة أخرى وتم نقله إلى الاحتياطي ( فوهررريزيرف ).

## الجوائز والأوسمة
- مشبك الصليب الحديدي (1939) الدرجة الثانية (8 يوليو 1941) والدرجة الأولى (20 يوليو 1941) [4]
- وسام الفارس الصليبي الحديدي في 30 أبريل 1943 بصفته جنرال مايجور وقائد فرقة بانزر 13 [5]

### اقتباسات
1. 1 2  TracesOfWar | von der, Hellmut Chevallerie، QID:Q98839586
2. ↑  Glantz & House 2009.
3. ↑  Mitcham 2006.
4. ↑  Federl 2000, p. 60.
5. ↑  Fellgiebel 2000, p. 190.

### قائمة المراجع
- Federl, Christian (2000). Die Ritterkreuzträger der Deutschen Panzerdivisionen 1939–1945 Die Panzertruppe [The Knight's Cross Wearers of the German Armoured Divisions 1939–1945 The Panzer Force] (بالألمانية). Zweibrücken, Germany: VDM Heinz Nickel. ISBN:978-3-925480-43-0.
- Fellgiebel, Walther-Peer (2000) [1986]. Die Träger des Ritterkreuzes des Eisernen Kreuzes 1939–1945 — Die Inhaber der höchsten Auszeichnung des Zweiten Weltkrieges aller Wehrmachtteile [The Wearers of the Knight's Cross of the Iron Cross 1939–1945 — The Possessors of the Highest Award of the Second World War of all Wehrmacht Branches] (بالألمانية). Friedberg, Germany: Podzun-Pallas. ISBN:978-3-7909-0284-6.
- Glantz، David M.؛ House، Jonathan (2009). To the Gates of Stalingrad: Soviet-German Combat Operations, April-August 1942. Lawrence, Kansas: University Press of Kansas. ISBN:978-0-7006-1630-5. مؤرشف من الأصل في 2022-03-31.
- Mitcham، Samuel W. (2006). The Panzer Legions: A Guide to the German Army Tank Divisions of World War II and Their Commanders. Stackpole Books. ISBN:978-0-8117-3353-3.

| مناصب عسكرية    | مناصب عسكرية                | مناصب عسكرية    |
| --------------- | --------------------------- | --------------- |
| سبقه {{{سبقه}}} | {{{العنوان}}} {{{الأعوام}}} | تبعه {{{تبعه}}} |
| سبقه {{{سبقه}}} | {{{العنوان}}} {{{الأعوام}}} | تبعه {{{تبعه}}} |
| سبقه {{{سبقه}}} | {{{العنوان}}} {{{الأعوام}}} | تبعه {{{تبعه}}} |